# Хьюстон, Кен
Ке́ннет Лайл Хью́стон (англ. Kenneth Lyle Houston; 15 сентября 1953, Дрезден, Онтарио — 10 марта 2018) — канадский хоккеист, правый нападающий. Выступал в Национальной хоккейной лиге в период 1975—1984 годов, был игроком таких клубов как «Атланта Флэймз», «Калгари Флэймз», «Вашингтон Кэпиталз» и «Лос-Анджелес Кингз».

## Биография
Кен Хьюстон родился 15 сентября 1953 года в городе Дрезден провинции Онтарио, Канада.
Начинал играть в хоккей в 1972 году в юношеской команде «Чатем Марунс». Дебютировал на профессиональном уровне в сезоне 1973/74, выступая в Канадской хоккейной лиге за команду «Омаха Найтс» — в дебютном сезоне выходил на лёд 71 раз, забросил шесть шайб и набрал 30 очков. Сезон 1975/76 провёл в клубе «Нова Скоуша Вояджерс» из Американской хоккейной лиги. Изначально был защитником, но со временем перешёл на позицию правого нападающего.
На драфте НХЛ 1973 года в шестом раунде под общим 85 номером был выбран клубом «Атланта Флэймз», к которому впоследствии и присоединился. Также в том же году участвовал в драфте Всемирной хоккейной ассоциации, где под 58 номером его выбрали в «Альберта Ойлерз».
В общей сложности Хьюстон представлял «Атланту» в течение семи сезонов, в том числе два сезона после того как команда сменила прописку и название, превратившись в «Калгари Флэймз». В ходе сезона 1981/82 вместе с Пэтом Риггином по обмену перешёл в «Вашингтон Кэпиталз», где выступал вплоть до октября 1983 года.
Наконец, вместе с Брайаном Энгбломом в результате обмена на Лэрри Мерфи оказался в «Лос-Анджелес Кингз». По окончании сезона 1983/84 принял решение завершить карьеру профессионального хоккеиста.
Всего провёл в НХЛ 570 матчей, в которых набрал 328 очков (в том числе забросил 161 шайбу и отдал 167 голевых передач).
Умер от рака 10 марта 2018 года в возрасте 64 лет. Ныне хоккейная арена в Дрездене носит имя Кена Хьюстона.